# Финли, Мозес
Сэр Мо́зес Изра́эль Фи́нли (Финкельштейн до 1946 г., англ. Moses I. (Israel) Finley, Finkelstein; 20 мая 1912, Нью-Йорк — 23 июня 1986, Кембридж, Англия) — американо-британский историк античности, автор работ по экономической истории Древней Греции. Доктор философии, эмерит-профессор Кембриджа. Член Британской академии (1971). Лауреат Wolfson History Prize. Рыцарь с 1979 года.

## Биография
Родился в семье Натана Финкельштейна и Анны Каценеленбоген (сменит фамилию в конце 1930-х, см. далее). Родственники со стороны матери сыграли важную роль в еврейской культуре Европы, начиная с 1-й половины XVI века[уточнить]. Многие представители этой семьи принадлежали к великим раввинам[уточнить]. Его дед был раввином в Санкт-Петербурге.
Оказался вундеркиндом и в пятнадцатилетнем возрасте окончил Сиракузский университет (штат Нью-Йорк), бакалавр искусств. Затем поступил на исторический факультет Колумбийского университета, где в 1929 году получил степень магистра искусств в области публичного (гражданского) права. В то же время увлекается изучением работ Марка Блока, Анри Пиренна, Макса Вебера, Зигмунда Фрейда, Гаэтано Моски, а также Карла Маркса, оказавших сильное влияние на становление его мировоззрения.
Интерес к изучению античности проявился у него еще в университете, главным образом под влиянием его преподавателя, известного ученого Уильяма Уэстермана, который в то время занимался разработкой комплекса вопросов, связанных с формами рабской зависимости в античном мире. Эмили Грейс отмечала, что Уэстерманн считал Финли наиболее обещающим из своих учеников.
Сразу после окончания университета в 1929 г. Финли поступил на испытательный срок в юридическую службу «Дженерал моторс», однако не прижился там из-за национальности.

### 1930-е годы
С 1930 по 1933 год занимается исследовательской деятельностью в редакции «Энциклопедии социальных наук». Через тридцать лет, в 1968 году, он напечатает в новом издании этого труда обобщающую статью «Рабство».
С 1933 г. преподает в Колумбийском университете в качестве ассистента профессора римского права А. А. Шиллера. В 1934—1935 годах избирается членом совета исторического факультета Колумбийского университета. Параллельно с работой в университете устраивается в 1934 году на половину ставки преподавателем истории в Городской колледж Нью-Йорка, где проработает до 1942 года.
В 1934 году под влиянием А. А. Шиллера Финли пишет свою первую статью, посвященную разбору правового положения указов римских императоров. В дальнейшем история Рима не особо привлекала внимание Финли, отдававшего предпочтение Древней Греции.
В 1935 году Финли пишет новую статью, посвященную афинской торговле, в которой ставит под сомнение возможность использования категории «капитализм» применительно к древнегреческой экономике.
Первые статьи Финли, как признавал позднее сам автор, были написаны в традиционном духе и были лишены какой-либо оригинальности.
Изменения в мировоззрении Финли происходят под влиянием эмигрировавших в США выдающихся представителей немецкой философии, в особенности Макса Хоркхаймера и Герберта Маркузе.
Финли участвует в организованных философами семинарах и в 1935 году печатает в «Журнале социальных исследований», издававшемся Хоркхаймером, свою первую рецензию, посвященную вышедшим к этому времени десяти томам «Кембриджской истории древнего мира».
С 1937 по 1939 год Финли работает в Институте социальных исследований в качестве переводчика. В это время растет интерес Финли к работам К. Маркса, которые активно интерпретируются представителями Франкфуртской школы. По свидетельству Эмили Грейс: «Примерно в 1937—1938 гг. Финли, став членом КП США, бросил академические занятия и целиком предавался политической работе…» (Его членство в компартии подтвердит и Карл Витфогель.)
В 1938—1942 гг. он был ответственным секретарем левой организации «Американский комитет за демократию и интеллектуальную свободу» (Комитет Боаса).
В конце 30-х гг. Финли окончательно порывает с устоями иудейской культуры. Это ярко проявляется в смене фамилии Финкельштейн в 1946.

### 40-е — начало 50-х гг.
В войну не был призван по медицинским показаниям.
В начале 40-х годов в США разворачивается широкая кампания солидарности с СССР. Одним из проявлений антифашистской солидарности стало создание фонда «Помощь России в войне». Одним из самых активных участников фонда стал Финли; указывают, что он собирал десятки миллионов долларов на помощь СССР. Он отдавал множество сил работе фонда, занимал в нем различные руководящие должности, оставив с 1942 по 1947 год научную и преподавательскую деятельность.
Первая его рецензия после столь длительного перерыва появилась лишь в 1948 году. В этом же году он возобновляет преподавание античной истории в Ратгерском университете (штат Нью-Джерси), сперва лектором, затем ассистент-профессором, становится там, как отмечают, одним из самых популярных лекторов. Одновременно его избирают членом руководящего органа американского Совета ученых, занимающихся социальными науками. В интервью в 1980 г. Финли говорил, что до того «был полностью оторван от мира академической науки, и вернулся в этот мир только в 1948 г., когда получил работу в Университете Ратгерса — первую настоящую преподавательскую работу [по специальности] в моей жизни». В 1950 году в Колумбийском университете ему присваивается степень доктора философии в области истории.
В конце 40-х годов США были охвачены так называемой «Красной паникой» — антикоммунистическими гонениями, переросшими в маккартизм. Широко практиковались обвинения в связях с так называемыми «коммунистическими организациями», которые влекли за собой потерю работы и занесение в «черные списки», не дававшие возможности её вновь найти.
Столь печальная участь не прошла мимо М. Финли. В 1952 году он был уволен из университета Ратгерса, а в 1954 году был вызван в Подкомиссию по вопросам внутренней безопасности Сената США. Он отказался сотрудничать с Подкомиссией, сославшись на Пятую поправку Конституции США, позволяющую не свидетельствовать против самого себя.

### Великобритания
Оставшись без работы и возможности её получить, Финли в 1954 году переезжает в Великобританию. С 1955 до 1964 год он работает преподавателем классического отделения Кембриджского университета. Одновременно в 1960—1964 годах Финли исполняет обязанности библиотекаря Колледжа Иисуса того же университета.
В 1964 году он избирается экстраординарным профессором социальной и экономической истории древнего мира в Кембриджском университете. В 1970 году Финли стал профессором древней истории Кембриджа.
Первые работы Финли, написанные им в Великобритании, затрагивают главным образом вопросы экономической истории. Продолжая исследование микенского общества, он углубляет намеченное ранее в книге «Мир Одиссея» положение о близости микенского хозяйства к древневосточным формам экономики.
В 1959 году Финли издает отрывки работ Геродота, Фукидида, Ксенофонта и Полибия, используя при этом существующие уже английские переводы, но подвергнув их некоторым уточнениям.
В конце 50-х — начале 60-х годах Финли начинает уделять внимание анализу античного рабства. Исследуя разнообразные формы зависимости в Древней Греции, Финли считал определяющим фактором экономики преобладающий удельный вес рабского труда. По его мнению, античное общество несомненно было основано на рабском труде.
В 1960 году под редакцией Финли выходит сборник статей «Рабство в классической древности. Взгляды и разногласия», обобщивший разнообразие точек зрения на эту проблему в исторической науке.
В период с 1959 по 1965 год Финли исполнял обязанности секретаря университетского Филологического общества, а с 1967 по 1969 год был избран председателем Совета классического факультета Кембриджского университета. С 1969 года он был главным редактором британской серии «Древняя культура и общество».
С началом 60-х годов научная карьера Финли начинает приобретать всё большее признание. Три раза, в 1962 году (Экс-ан-Прованс), в 1965 году (Мюнхен) и в 1978 году (Эдинбург) Финли избирался членом организационного комитета секции античной истории международной конференции по истории экономики. На Международном историческом конгрессе в городе Брно в 1966 году он возглавлял одну из секций.
В 1970-79 годах профессор античной истории Кембриджского университета, затем эмерит. В 1972 году получает в Университете Лестера (Великобритания) впервые степень почетного доктора литературы. Впоследствии он получил их также в Шеффилдском (Великобритания) и Саскачеванском (Канада) университетах в 1979 году.
Ярким свидетельством научного авторитета Финли может служить приглашение его для чтения лекций в ряде зарубежных учебных заведений: в Ратгерский и Калифорнийский университеты (США) в 1972 году, в Коллеж де Франс (Франция) в 1978 году.
Начало 70-х годов — время, когда имя Мозеса Финли начинает звучать особенно громко. Борис Ляпустин указывает его «ставшим в 1970-80-е годы одной из самых влиятельных фигур среди историков, занимавшихся социально-экономическими проблемами. На его взгляды наибольшее влияние оказал Карл Поланьи, в семинаре которого он участвовал на протяжении пяти лет, и идеи Макса Вебера». Они сложились, «пожалуй, даже в большей степени под влиянием второго», — отмечал И. Суриков.
1971 год принес ему звание члена Британской академии. В 1973—1974 годах он избирался президентом Классической ассоциации, в 1974 году был награждён за работы в области истории литературной Вулфсоновской премией. С 1975 года Финли являлся иностранным членом Датской королевской, а с 1979 года и Американской академий. С 1976 по 1982 год Финли возглавлял Дарвиновский колледж Кембриджского университета. В то же время он становится членом ряда Королевских обществ Великобритании (исторического, покровительства искусствам и др).
В ноябре-декабре 1978 года М. Финли был приглашен для чтения лекций в Коллеж де Франс.
В 1979 году Мозес Финли получает рыцарское звание и титул Сэра. Это событие явилось признанием не только научной, но и педагогической деятельности Финли, а также высокой оценки его вклада в общественную жизнь Великобритании.
Сэр Мозес Израэль Финли скончался 23 июля 1986 года в возрасте 74 лет, на следующий день после кончины своей супруги. На смерть учёного откликнулись крупнейшие английские газеты и исторические журналы ряда стран, поместившие на своих страницах посвященные ему некрологи.
Ещё в 1932 году Финли вступил в брак со школьной учительницей Мэри Тирс. Они прожили в браке почти пятьдесят четыре года. У Финли не было детей. Возможно, именно смерть жены 22 июля 1986 года и повлекла его скоропостижную кончину.

## Обзор сочинений
В 1952 году публикуется первая книга Финли «Исследование о земле и кредите в древних Афинах 500—200 годах до н. э.» («Studies in land and credit in Ancient Athens. 500—200 B. C., the Horos Inscriptions»). В этой работе Финли исследовал вопрос об экономическом и социальном значении ипотеки в Афинах, анализировал известные по закладным надписям случаи ипотеки. В итоге работы Финли пришел к выводу, что изученные им материалы не позволяют говорить о кризисе мелкого землевладения в Афинах IV в. до н. э.
В 1954 году выходит новая работа Финли «Мир Одиссея» («The World of Odysseus»), в которой Финли, стремясь воссоздать систему социально-экономических отношений так называемого гомеровского общества, утверждал, что в поэмах Гомера нашло отражение общество 10—9 века до н. э., которое «бесконечно ближе» восточной деспотии, чем греческому миру 8—7 века до н. э.
В 1959 году в западногерманском журнале «Historia» вышла его знаменитая статья о рабстве.
В 1968 году Финли публикует сборник статей под названием «Аспекты античности» (второе дополнительное издание — 1977 год), в который он включил рецензии и популярные статьи, напечатанные в разное время, преимущественно, в массовых журналах. В этом же году Финли издает книгу «Античная Сицилия», представлявшую собой первую часть трехтомной истории острова, создававшуюся по инициативе Д. М. Смита.
В 1970 году Финли пишет новый труд под названием «Ранняя Греция: бронзовый и архаический века» (второе издание — 1981 год).
В 1973 году выходит его знаменитый труд «Античная экономика» (вар. «Экономика древности», «The Ancient Economy»). В этой обобщающей работе Финли утверждает, что античность не знала таких экономических категорий, как «капитал», «продукция», «капиталовложение», «спрос», «предложение»; не существовало представления о полезности и возможности постоянного прогресса технологии. При определении места человека в обществе имели значение: состояние (бедность всегда презиралась), сословие, статус, класс, причем, с точки зрения Финли, марксистская концепция класса вряд ли применима при анализе античного общества. Гибель античного общества, по мысли Финли, проистекает вследствие замены полисного строя бюрократической монархией. Работа содержит немало ссылок на книги, статьи и доклады Е. М. Штаерман, Э. Л. Казакевич (Грейс), И. М. Дьяконова, С. Л. Утченко и даже обширную цитату из не слишком известного на Западе романа И. А. Гончарова «Обломов».
В 1975 году выходит статья Финли «Спарта», в которой он выступает против тезиса о спартанском милитаризме. С его точки зрения, основная функция Спартанского государства не военная, а полицейская. По мнению Финли, спартанская система не была уникальным явлением в Греции: все элементы, из которых она слагалась, встречались и в других государствах, специфика же заключалась в том, что эти элементы (илотия, царская власть, система возрастных классов, сисситии) соединены воедино.
Важный сборник статей — Economy and Society in Ancient Greece (N. Y., 1982).
За год до своей смерти, в 1985 году, он издает историографический по своему характеру сборник статей под названием «Античная история: свидетельства и модели» («Ancient History: Evidence and Models»), посвященный двум из его учеников — П. Гэрнси и К. Уитакеру.
Как отмечают: «Историческая концепция английского ученого Мозеса Финли принадлежит к числу наиболее репрезентативных теорий, созданных в течение последних десятилетий, а в современном антиковедении она, бесспорно, является лидирующей».

## Труды
- Studies in land and credit in Ancient Athens. 500—200 B.C.: The Horos Inscriptions (1951)
- Economy and Society in Ancient Greece (1953)
- The World of Odysseus (1954) / «Мир Одиссея»
- The Ancient Greeks: An Introduction to Their Life and Thought (1963)
- Between Slavery and Freedom // Comparative Studies in Society and History. 1964. Vol. 6, No. 3. pp. 233—249.
- A History of Sicily: Ancient Sicily To The Arab Conquest (1968)
- Early Greece: The Bronze and Archaic Ages (1970)
- The Ancient Economy (1973) / «Античная экономика»
- Studies in Ancient Society, editor (1974)
- The Use and Abuse of History (1975)
- Schliemann’s Troy: One Hundred Years After (1975)
- Studies in Roman property, editor (1976)
- The Olympic Games: The First Thousand Years, with H.W. Pleket (1976)
- Ancient Slavery and Modern Ideology (1980)
- The Legacy of Greece: A New Appraisal (1981)
- Authority and Legitimacy in The Classical City-State (1982)
- Politics in the Ancient World (1983)
- Ancient History: Evidence and Models (1985)
- Империя в греко-римском мире = Empire in Greco-Roman World.